# Regolamento Internazionale delle Carrozze
Il Regolamento Internazionale delle Carrozze (RIC) fu definito nel 1922 per disciplinare l'uso internazionale delle carrozze ferroviarie sulle ferrovie europee. Fino al 1982 fu gestito dalle Ferrovie Federali Svizzere (FFS), poi passò sotto la responsabilità dell'Union Internationale des Chemins de fer (UIC). Attualmente (2011) sono associate all'UIC ventisette amministrazioni ferroviarie appartenenti ai paesi europei con l'eccezione di Regno Unito, Irlanda e Finlandia.
Il RIC stabilisce i requisiti tecnici che una carrozza deve possedere per essere usata in servizio internazionale. Le carrozze che soddisfano questi requisiti vengono contraddistinte dall'apposizione del simbolo "RIC" sulle fiancate e possono circolare su tutte le reti ferroviarie aderenti senza necessità di permessi speciali.

La tabella RIC sulla fiancata di una carrozza autorizzata alla velocità di e all'imbarco sulle navi traghetto

La "tabella RIC" dipinta sulle fiancate delle carrozze riporta la massima velocità ammessa, le tensioni e la massima corrente per l'impianto di riscaldamento elettrico delle carrozze (REC). La presenza del simbolo di un'ancora indica che la carrozza può essere imbarcata sulle navi traghetto.
Il numero identificativo UIC di una carrozza RIC comincia con 51, 52, 53, 61, 62, 63, 71 o 73. Il codice 71 venne usato solamente dal 1971 al 1995 per il parco di carrozze letto internazionali TEN (Trans Euro Nuit). Questo gruppo di carrozze, comprendente solo vetture della CIWL (Compagnie Internationale des Wagons-Lits) e della DSG (Deutsche Schlafwagen und Speisewagengesellschaft), venne usato solo in Europa Occidentale. 

La tabella di una carrozza senza approvazione RIC

Esistono inoltre carrozze per il servizio internazionale prive dell'approvazione RIC. Queste richiedono accordi speciali tra le amministrazioni ferroviarie su cui devono circolare. Tali carrozze possono avere una tabella con il simbolo RIC sbarrato da una croce o una croce al posto del simbolo, che mostra i codici identificativi delle nazioni su cui è ammessa la circolazione (escluso il codice del paese proprietario).